# Тајне Јадрана 2
„Тајне Јадрана 2” је југословенска ТВ мини документарна серија снимљена 1974. године у продукцији Телевизије Београд.

## Улоге
| Глумац         | Улога          |
| -------------- | -------------- |
| Бранко Кнезоци | Наратор (1974) |

Комплетна ТВ екипа ▼
| Редитељ                   | Арсеније Јовановић |                          |
| Сценариста                | Бранко Кнезоци     |                          |
| Директор фотографије      | Марио Салето       |                          |
| Монтажер                  | Мирјана Прица      | (1974)                   |
| Менаџер продукције        | Слободан Ђорић     | вођа снимања (1974)      |
| Помоћник режије           | Јошко Педрини      | помоћник редитеља (1974) |
| Помоћник режије           | Брешан Винко       | помоћник редитеља (1974) |
| Одсек за звук             | Ратко Кусић        | тон мајстор (1974)       |
| Одсек за камеру и расвету | Марио Бакота       | пратилац камере (1974)   |
| Одсек за камеру и расвету | Миљенко Боланца    | пратилац камере (1974)   |
| Одсек за камеру и расвету | Томислав Бутковић  | пратилац камере (1974)   |
| Одсек за камеру и расвету | Мате Колар         | пратилац камере (1974)   |
| Музички одсек             | Владимир Радуловић | музички сарадник(1974)   |